# 上越市立城北中学校
上越市立城北中学校（じょうえつしりつじょうほくちゅうがっこう）は新潟県上越市栄町にある市立中学校。

## 概要
城北中学校は高田区の北（栄町）に位置し、名前の由来は高田城からみて北の方向にあるためで、上越市立城東中学校も同じ理由である。
現在の校舎は2006年10月末に完成した新校舎である。
部活動や生徒会活動が盛んで、ホームページを通じて公開している。

## 教育方針

### 教育目標
教育目標は「深く考え、ともに向上を目指す生徒」とし取り組んでいる。

### 生徒会基本理念
「限りなき前進こそ我らの姿」

### 職員の信条
「一歩前へ！」を合言葉に、
- 信頼される教師
- 協働する教師集団

を目標とし取り組んでいる。

## 沿革

### 経緯
高田市立大町中学校と高田市立春日中学校が統合して開校した中学校。

### 年表
- 1956年8月 - 旧校舎竣工
- 1956年10月 - 城北小学校として開校
- 1959年9月 - 高田市立城北中学校を設立
- 1971年4月 - 上越市立城北中学校に改称
- （中略）
- 2006年10月 - 新校舎完成

## 部活動
- 野球部
- 陸上部
- 男女ソフトテニス部
- 女子バレーボール部
- 男女バスケットボール部
- サッカー部
- 卓球部
- 特設水泳部(年間活動ではない)
- 吹奏楽部
- 美術部
- 理科部
- 特設駅伝部（年間活動ではない）

## 通学区域
東本町小学校及び飯小学校の通学区域、大町五丁目、仲町五丁目、仲町六丁目、寺町三丁目、北城町一丁目、北城町二丁目、北城町三丁目、北城町四丁目並びに本町六丁目

### 進学前小学校
- 上越市立東本町小学校
- 上越市立飯小学校
- 上越市立大町小学校（一部）